# Székely Gábor (nyelvész)
Székely Gábor (született Bujdosó Székely, Földes, 1954. március 1. – Tab, 2019. március 23.) magyar nyelvész, finnugrista, egyetemi docens.

## Pályafutása
Földesen született, a szarvasi gimnáziumban érettségizett. Egyetemi tanulmányait magyar-történelem szakos tanár, valamint finnugor nyelvész szakon végezte Szegeden, 1978-ban diplomázott a József Attila Tudományegyetem. 1982-től a nyelvtudományok kandidátusa, 2003-ban Pécsett szerezte PhD-fokozatot (PTE), 2011-ben Debrecenben habilitált.
40 éven át tanított: 1978-tól középiskolai tanárként, 1989-től egyetemi oktatóként. Pályáját 1978-ban a sümegi Kisfaludy Sándor Gimnáziumban kezdte, 1984-től a pécsi Kodály Zoltán Gimnáziumban folytatta. Utóbbi helyen óraadóként bekapcsolódott a JPTE Nyelvi és Kommunikációs Intézetének magyar és finnugor nyelvészeti tantárgyainak oktatásába.
1986–1989 között az MTA Nyelvtudományi Intézetének ösztöndíjasa volt: osztják mondattani kutatásokat végzett Hajdú Péter professzor témavezetésével.
1989-től a JPTE Tanárképző Kar Nyelvi és Kommunikációs Intézete Uralisztikai Szemináriumában, majd Finnugor Tanszékén lett egyetemi adjunktus, 1998-tól megbízott tanszékvezető. 2011-től a PTE BTK Nyelvtudományi Tanszéke Finnugor és Magyar Nyelvtörténeti Szemináriumának egyetemi docense, szemináriumvezető. 2018-ban vonult nyugdíjba.

## Művei
- Agreement in North-Siberian languages; BDF, Savariae, 2003 (Specimina Sibirica)
- Nagy szegedi nyelvészek, egyéniségek; szerk. Tóth Szergej, B. Székely Gábor, Galgóczi László; Generalia, Szeged, 2005 (A XII. Magyar Alkalmazott Nyelvészeti Kongresszus kiadványai)
- Obi-ugor és szamojéd kutatások, magyar őstörténet. Hajdú Péter és Schmidt Éva emlékkonferencia, 2012; szerk. Fancsaly Éva, B. Székely Gábor; PTE, Pécs, 2013